# Leonid Isaakovič Mandelštam
Leonid Isaakovič Mandelštam (4. května 1879 Mogilev – 27. listopadu 1944 Moskva) byl sovětský fyzik bělorusko-židovského původu.

## Život
Leonid Mandelštam se narodil v Mohylevu v ruské říši (nyní Bělorusko). Studoval na Oděské univerzitě, ale roku 1899 byl vyloučen vzhledem k politické činnosti, a ve studiích pokračoval na univerzitě ve Štrasburku. Ve Štrasburku zůstal až do roku 1914 a vrátil se s počátkem první světové války. V roce 1942 se stal laureátem Stalinovy ceny. Mandelštam zemřel v Moskvě.

## Vědecké úspěchy
Hlavní pozornost ve své práci věnoval teorii kmitů, který zahrnoval optiku a kvantovou mechaniku. Spoluobjevil nepružný kombinační rozptyl světla, používaný v Ramanově spektroskopii. K tomuto významnému objevu došlo na Moskevské státní univerzitě (spoluobjevitel Grigorij Samuilovič Landsberg) jen o týden dříve, než k paralelnímu objevu stejného jevu, uskutečněném Chandrasekharou Ramanem a Kariamanickamem S. Krišnanem. V ruské literatuře se jev nazývá jako "kombinační rozptyl světla" (z kombinace frekvence fotonů a molekulární vibrace), ale v angličtině nese jev jméno po Ramanovi.

### Objev kombinačního rozptylu světla
V roce 1918 Mandelštam teoreticky předpověděl rozdělení jemné struktury v Rayleighově rozptylu v důsledku rozptylu světla na tepelných akustických vlnách. Od roku 1926 zahájili Leonid Mandelštam, a. Grigorij Landsberg experimentální zkoumání vibračního rozptylu světla v krystalech na Moskevské státní univerzitě. Jako výsledek tohoto výzkumu objevili Landsberg a Mandelštam 21. února 1928 jev kombinačního rozptylu světla. Poprvé tento zásadní objev představili na kolokviu 27. dubna 1928. Publikovali dále krátké zprávy o tomto objevu (experimentální výsledky s teoretickými vysvětleními) v ruštině a v němčina a poté zveřejnili komplexní práci v Zeitschrift fur Physik.
Ve stejném roce dva indičtí vědci Raman a Krišnan hledali Comptonovu složku rozptýleného světla v kapalinách a parách. Našli stejný kombinační rozptyl světla. Raman uvedl že spektrum nového záření spatřili poprvé 28. února 1928. Kombinační rozptyl světla tak byl objeven Mandelštamem a Landsbergem o týden dříve, než Ramanem a Krišnanem. Nicméně tento jev se stal později známý jako Ramanův jev.

## Vědecká školy
Mandelštam založil jednu ze dvou hlavních škol teoretické fyziky v Sovětském svazu (druhou založil Lev Landau). Především byl učitelem Igora Tamma, nositele Nobelovy ceny za fyziku.